# La Neige sur les champs
La Neige sur les champs (Cross Country Snow) est une nouvelle de jeunesse d’Ernest Hemingway publiée pour la première fois dans le numéro d’août 1924 de la revue littéraire The Transatlantic Review de Ford Madox Ford .
La nouvelle a été publiée ensuite aux États-Unis en 1925 par les éditions anti-conformistes Boni & Liveright, dans un recueil intitulé In Our Time, puisqu'une édition augmentée du premier In Our Time, moins fourni, avait été imprimé en 1924 à Paris par Bill Bird dans son imprimerie artisanale Three Mountain’s Press .
La nouvelle décrit deux amis, Nick Adams et George, qui, dans les années suivant l'après Première Guerre mondiale, skient dans les prairies entrecoupées de bois du pays de Vaud (au-dessus de la ville de Montreux, en Suisse), puis les jeunes hommes entrent dans une auberge de village où ils boivent du vin et discutent. Après le plaisir de la descente, les préoccupations sociales (travail, vie de couple et future paternité de Nick) les reprennent. Ils se séparent dans la soirée, après un retour à pied vers l’hôtel dans le froid qui s'intensifie.
Comme dans la plupart des œuvres d’Hemingway, la concision, l’importance du non-dit et la rudesse du style forcent le lecteur, qui cherche à décrypter le message, à lire le texte avec attention, voire plusieurs fois.
En France, la nouvelle, traduite par Henri Robillot, est parue dans le recueil Paradis perdu, suivi de La Cinquième Colonne chez Gallimard en 1949.

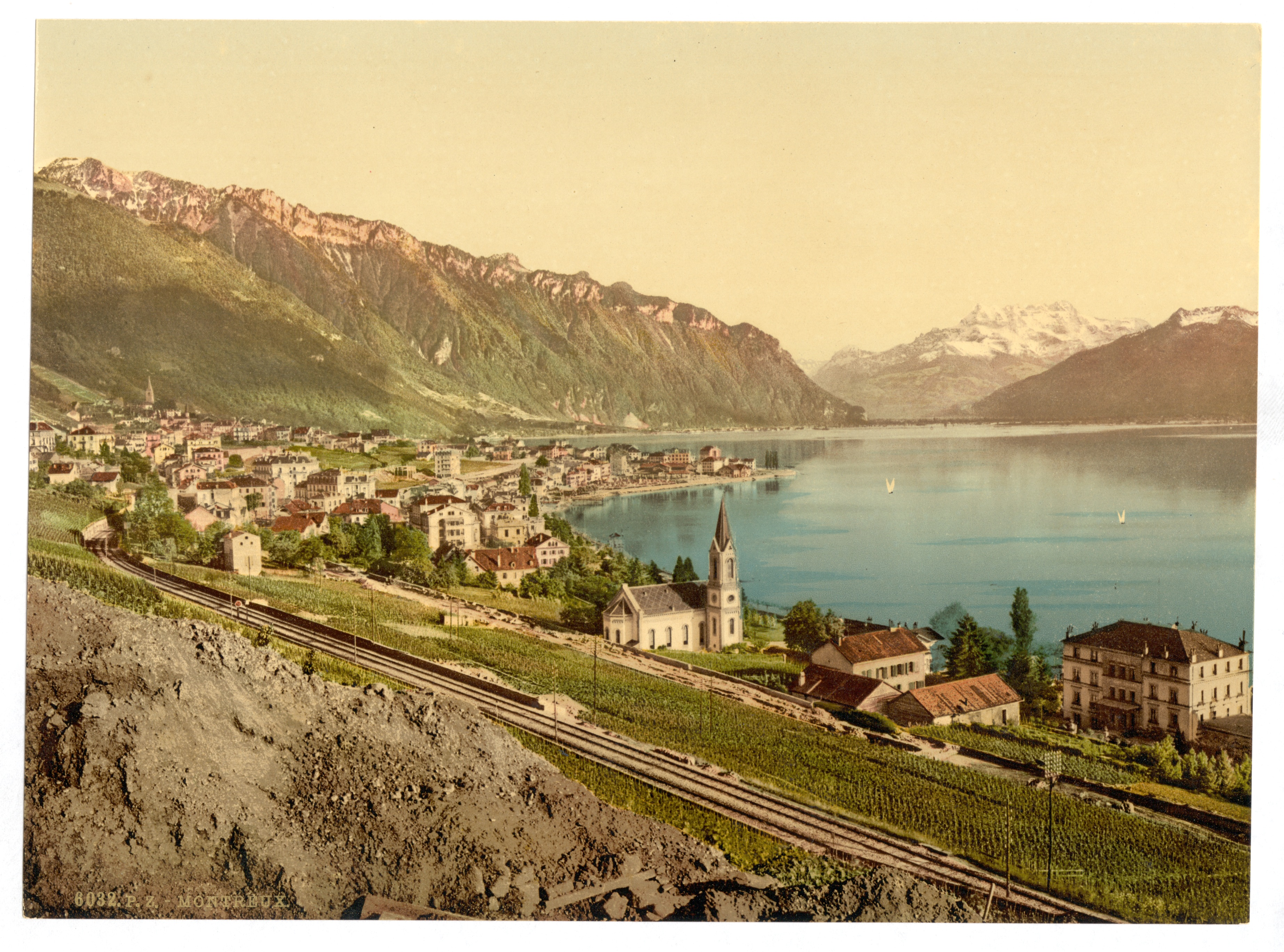
La ville de Montreux au début du XXe siècle. Noter la voie ferrée (ligne Lausanne-Domodossola) qui longe la rive nord du Lac Léman et se dirige vers la vallée du Rhône et le tunnel du Simplon ouvert en 1906

## Résumé de la nouvelle
George et peu après son ami Nick Adams sautent du funiculaire, apparemment bloqué avant la gare de terminus par une congère, et s’élancent en ski sur les pentes.
"La voiture du funiculaire eut encore un cahot et s’arrêta. Elle ne pouvait aller plus loin, la neige durcie avait envahi la voie. La bourrasque qui avait fouetté la face exposée de la montagne avait balayé la neige et avait croûté sa surface, qui était dure comme une planche. Nick, qui fartait ses skis dans le fourgon à bagages , poussa ses souliers dans les fixations et les ferma, bien bloquées. Il sauta de côté, de la voiture sur la neige dure comme une planche, vira en sautant, et, accroupi et ses bâtons traînant derrière lui, glissa à toute allure dans la pente.

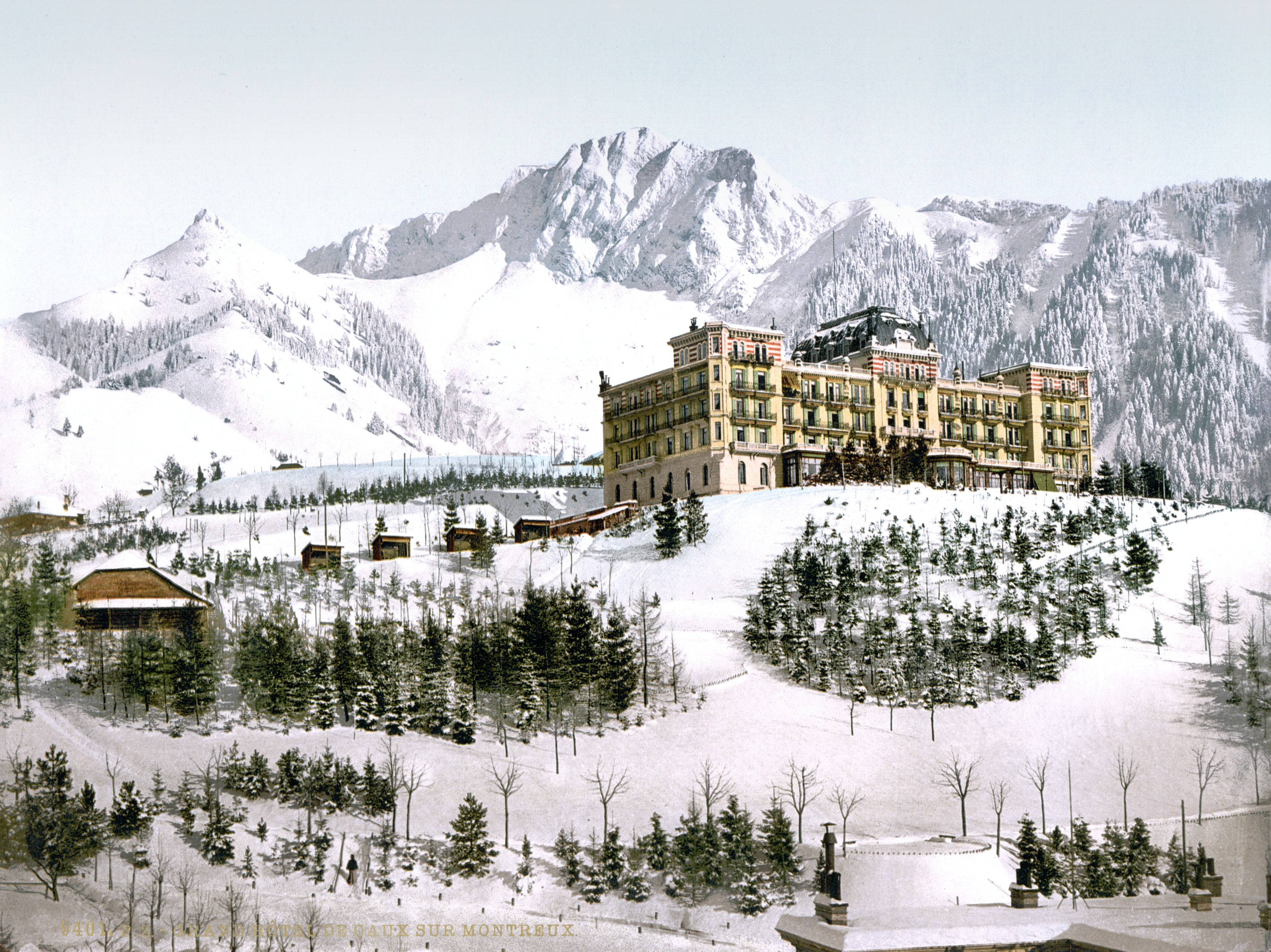
Les hauteurs de Montreux après une abondante chute de neige (Caux où trône le Caux-Palace). Si le vent du nord (localement appelé "bise") souffle pendant quelques jours, la neige durcit ("tôle") et acquiert les caractéristiques physiques bien décrites par Hemingway dans sa nouvelle "La Neige sur les champs"

Sur le blanc, en dessous, George descendait, montait, et il disparut dans la pente. La vitesse et l’accélération soudaine lorsqu’il fila dans une ondulation plus raide de la montagne firent tout oublier à Nick et il ne lui resta que cette merveilleuse sensation de son corps qui volait, qui tombait. Il s’enleva sur une légère montée, puis la neige lui sembla se dérober sous lui alors qu’il descendait, descendait, plus vite, encore plus vite dans une rush vers le bas de la dernière longue pente raide. Accroupi au point d’être presque assis sur ses skis, essayant de garder bas son centre de gravité, avec la neige qui volait comme une tempête de sable, il savait qu’il allait trop vite. Mais il soutint son allure. Il ne voulait pas ralentir et tout perdre. Puis une poche de neige molle, laissée dans un creux par le vent, le bloqua soudain, et il roula encore et encore, dans un cliquetis de skis, comme, pensa-t-il, un lapin boulé par un chasseur, puis il se planta, jambes croisées, les skis droits vers le ciel, et le nez et les oreilles pleins de neige tassée.
George, debout un peu plus bas dans la pente, faisait tomber la neige de sa vareuse à grandes claques.
- " Tu t’es fait avoir en beauté, Mike, cria-t-il à Nick. C’est de la sale neige molle. Elle m’a eu de la même façon.". "C’est comment, après le khud ?". Nick, couché sur le dos, agitait ses skis dans tous les sens et se redressa."
Puis Nick passe devant : "J’aime te voir prendre les khuds " lui a dit George.

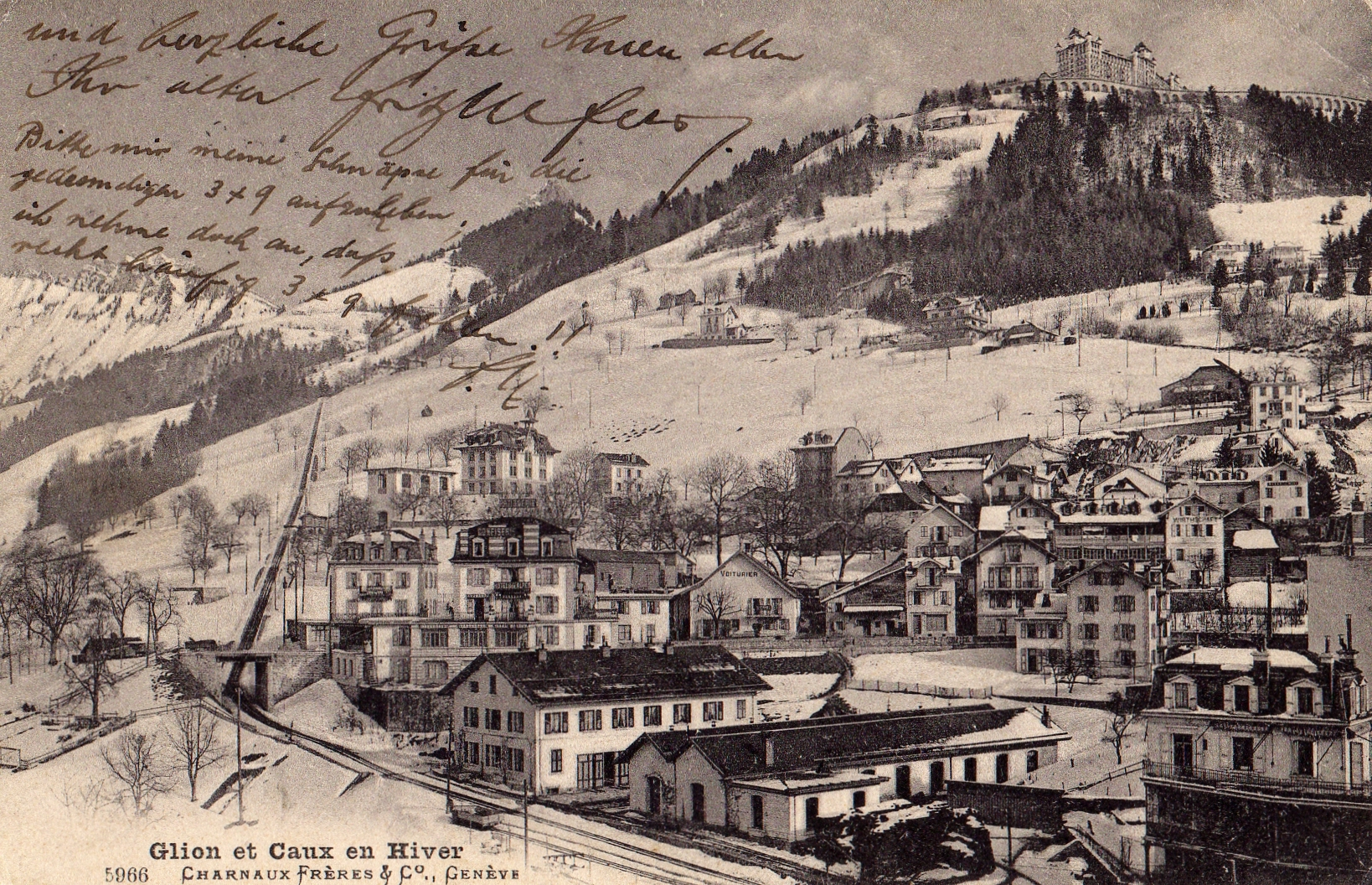
Les alentours de Montreux en hiver en 1922, lors d'un enneigement moyen (ici Glion, altitude 1 000 m, avec en haut à droite le célèbre Caux-Palace). On voit que les prairies enneigées (à gauche) peuvent se prêter au ski "cross-country", et que le train à crémaillère permet aux sportifs d'arriver en haut des pentes. Le village des Avants se trouve à l'ouest de Caux (à la limite gauche de la photo), à la même altitude

"Il s’envola vers le bas de la pente, crissant dans la neige cristalline et poudreuse ; il paraissait flotter et tomber pendant qu’il montait et descendait sur les vagues de khuds successifs. Il resta à gauche à la fin, alors qu’il arrivait à toute allure sur la clôture, et, en gardant les jambes collées et en tournant son corps comme une vis, il fit virer soudain ses skis vers la droite dans un nuage de neige et il ralentit doucement, parallèlement à la pente et à la clôture de fil de fer. Il regarda vers le haut de la pente. George descendait en position de télémark, agenouillé, une jambe en avant et pliée, l’autre suivant derrière ; ses bâtons pendaient comme les pattes minces d’un insecte, levant de petits nuages de neige lorsqu’ils touchaient la surface de la neige. Et finalement, complètement agenouillé, sa longue silhouette décrivant une belle courbe vers la droite, penché en avant, les jambes bien étendues vers l’avant et l’arrière, le corps incliné pour résister à la force centrifuge, les bâtons faisant comme des accents de lumière, George s’arrêta en soulevant un grand nuage de neige.
- "La neige était trop profonde, dit George, j’ai eu peur de faire une christiana. La tienne était de toute beauté."
- "Avec ma jambe, dit Nick, je ne peux pas faire de télémark ".
Nick appuya sur le fil de fer supérieur de la clôture et George passa en glissant par-dessus. Nick le suivit vers la route. Genoux pliés, ils poussaient le long de la route dans une forêt de pins. La route devint de la glace polie, teintée en orange et en brun tabac par les attelages des débardeurs de bois.
Les skieurs restaient sur la bande de neige sur le bas-côté de la route. La route descendait brusquement vers un ruisseau puis remontait abruptement tout droit. À travers les bois ils pouvaient voir une maison longue au toit bas, délavée par les intempéries. À travers les arbres elle était jaune pâle . De plus près, on voyait que les fenêtres étaient peintes en vert. La peinture s’écaillait. Nick défit d’un coup ses fixations avec la pointe de ses bâtons, et sortit ses pieds des skis… … Ils posèrent leurs skis sur le côté de l’auberge, chacun fit tomber la neige du pantalon de l’autre, tapa du pied pour nettoyer ses chaussures, et ils entrèrent.
À l’intérieur il faisait presque sombre. Un gros poêle de porcelaine brillait dans un coin de la pièce. Il y avait un plafond bas . Des bancs lisses derrière des tables sombres, tachées de vin longeaient chaque côté de la pièce. Deux Suisses étaient assis près du poêle, pipe en main, devant deux décis de vin nouveau trouble. Les garçons enlevèrent leur veste et s’assirent contre le mur de l’autre côté du poêle. Une voix dans la pièce voisine s’arrêta de chanter et une fille en tablier bleu passa la porte pour voir ce qu’ils voulaient boire.
- "Une bouteille de Sion, dit Nick. Ca te va, Jojo ?"
- "Bien sûr dit George. Tu t’y connais mieux que moi en vins. Moi j’aime tout."
La fille sortit."
Le calme règne dans l’auberge de Les Avants .Mais dès l'entrée des jeunes hommes dans l'auberge (qui d'ailleurs, selon sa description, est bien loin de l'archétype de la coquette auberge suisse), le ton déprécatif de Nick après qu'il est passé du grand air à l'intérieur de l'auberge est contemporain du retour de ses préoccupations, qui l'avaient quitté pendant la descente ("La vitesse et l’accélération soudaine... firent tout oublier à Nick"). Comme un jeune touriste américain outrecuidant qui pense que forcément personne ne comprend ses commentaires désobligeants, Nick assure à haute voix à son ami que "Nom de Dieu, les Suisses de la localité ne se marient que quand leur fiancée est en ballon" - et plus tard que "Ils sont tous goitreux" .
La serveuse de l'auberge semble préoccupée (bien qu'elle chante des airs d'opéra), elle est enceinte (mais ne porte pas d'alliance). Et après quelques instants, George évoque la grossesse d'Helen, la femme de Nick. Par monosyllabes, Nick lui donne à entendre que l'homme marié doit payer les avantages de la vie de couple en acceptant de prendre des responsabilités et en voyant sa liberté diminuer .
Cependant la chaleur et le calme qui règnent dans l'auberge (et ensuite le vin blanc et l'apfelstrudel) font leur effet : les 2 jeunes hommes échangent des propos d'amateurs de glisse qu’on pourrait entendre de nos jours en bas des remonte-pentes ou sur une plage fréquentée par des planchistes : "Y’a rien de mieux que le ski, hein ? dit Nick. La façon dont ça te prend au début d’un schuss.- Ouais, dit George, c’est trop super pour en parler" . Et leur amitié virile est manifeste : "George et Nick étaient heureux. Ils s’aimaient bien. Ils savaient qu’ils avaient encore à faire ensemble le chemin du retour" . Certes George va prendre le Simplon-Orient-Express le soir même, mais il reste aux amis encore un bon moment : ils vont rentrer à pied, skis sur l’épaule à l’hôtel .
Le vin blanc agit sur George, apparemment moins habitué à l'alcool que Nick : "George s’adossa au mur et ferma les yeux : Le vin ça me fait toujours ça, dit-il - Tu t’sens mal ? demanda Nick - Non, je me sens bien, mais tout drôle. - Je sais, dit Nick. - Tu parles, dit George. - Est-ce qu’on prend une autre bouteille ? demanda Nick. - Pas pour moi, dit George." .
Mais quand George demande abruptement "Est-ce que Helen va avoir un bébé ?" la peur de l’accouchement et de la paternité revient soudain en Nick , et se mêle à la frustration : il va lui falloir revenir aux États-Unis pour l'accouchement d'Helen . Et fatalisme et superstition (tendances sans doute développées dans cette génération par la guerre dans les tranchées) suivent : les deux amis ébauchent un raid à skis qu'ils pourraient faire à travers l’Oberland, le Valais et l’Engadine, mais ils ne se promettent pas formellement de se revoir. Car, dit Nick : "Ce n’est pas bon de faire des promesses" ("There isn’t any good in promising").
Le jour tire à sa fin, des bûcherons vaudois entrent à l'auberge. Les deux amis remettent leur veste et sortent dans le froid devenu plus intense. Ils vont rentrer ensemble à pied, avant de se séparer.

## Contexte culturel auxÉtats-Uniset enFrancedans les années 1918-1922
Après la fin de la guerre de 14-18, les arts et lettres entrent en ébullition, surtout sur le versant européen de l'Atlantique. L’américanophilie des Années Folles et la facilité des communications est à l’origine d’une intrication entre les cultures américaine et française ; le modernisme atteint un sommet en 1922, la génération perdue découvre le tourbillon culturel de l'Europe et de Paris.
De vieilles gloires s'éteignent : Edmond Rostand (auteur de la pièce L’Aiglon) meurt en 1918, Georges Feydeau meurt en 1921; en 1921 l'œuvre d'Anatole France est couronnée par le prix Nobel de Littérature.
Guillaume Apollinaire succombe à l’épidémie de grippe espagnole juste avant l’armistice, alors qu'en juillet 1918 Tristan Tzara a proclamé le manifeste dada, qui est accueilli par une violente campagne de presse ; André Breton utilise l’écriture automatique en 1919, et publie Les Champs magnétiques avec Philippe Soupault ; le surréalisme est encore en gestation.

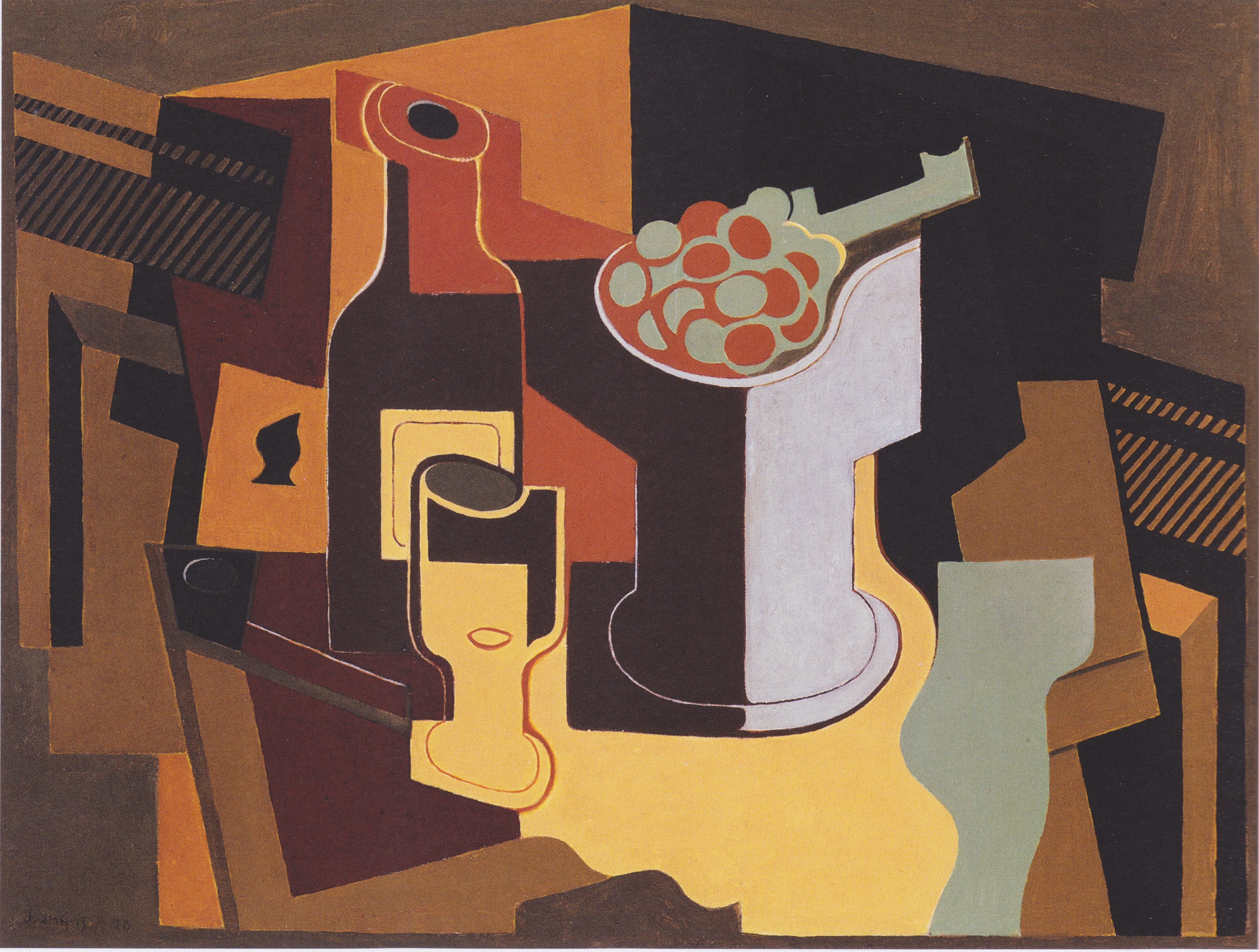
Juan Gris : "Bouteille et coupe de fruits" (1920)

Autre scandale littéraire (surtout dans les pays anglo-saxons) : Ulysses de James Joyce (un ami intime d’Hemingway) est publié dans son intégralité à Dijon par Sylvia Beach en février 1922 .
Aux États-Unis (qui sont sous le régime de la prohibition totale de l’alcool depuis la mi-janvier 1919), la littérature exploite le genre "étude sociologique". Si L'Envers du paradids de F. Scott Fitzgerald est sorti dans l’indifférence, par contre le Babbitt de Sinclair Lewis, qui a soulevé une forte polémique, et Winesburg, Ohio de Sherwood Anderson se vendent bien, ainsi que La Splendeur des Amberson de Booth Tarkington (1919).

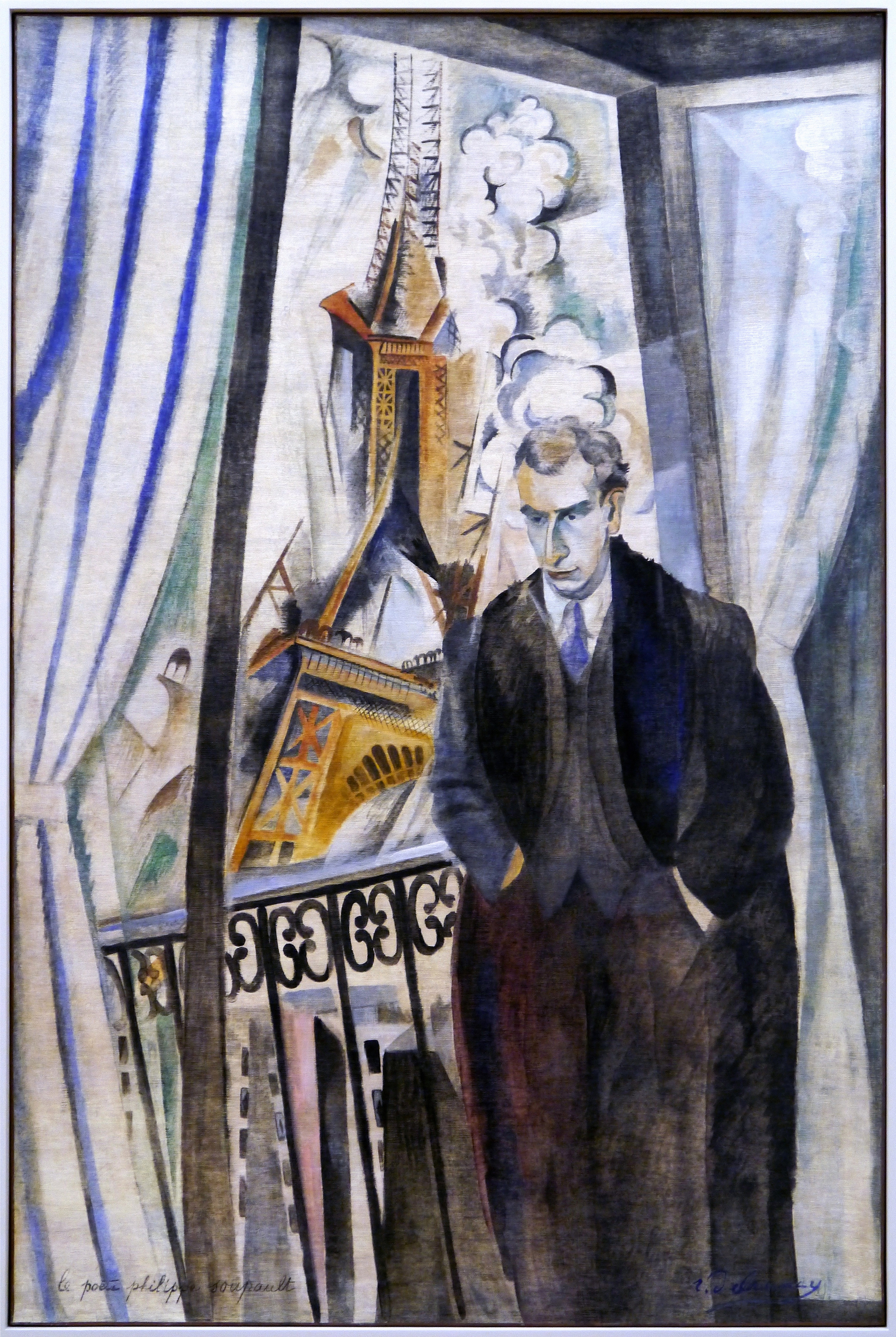
Le Poète Philippe Soupault, de Robert Delaunay (1922)

 Les Prix Pulitzer successifs  décrivent la vie de catégories sociales américaines (bourgeoisie et surtout nouvelle aristocratie de l’argent) bien définies.
À Paris, en 1922, Hemingway, en possession de quelque argent après ses reportages (il a suivi la 2° guerre gréco-turque, puis la Conférence de Lausanne qui entérine les victoires turques - et la signature des Accords de Gênes pour le journal nord-américain Toronto Star), n'est plus aussi dépendant de sa femme Hadley sur le plan monétaire. Mais son travail, s'il lui fournit des expériences et de la matière première, l'empêche de se consacrer à l'écriture. Hemingway est l'ami d'Ezra Pound, de James Joyce, de John Dos Passos, de Scott Fitzgerald ; conseillé par Gertrude Stein, grande collectionneuse de tableaux modernes, il fréquente les peintres Georges Braque, Juan Gris, Joan Miró, André Masson, Jules Pascin. Il a acheté (pour 5 000 francs de l’époque) le tableau La Ferme de Joan Miró et l’a offert à Hadley pour son anniversaire .

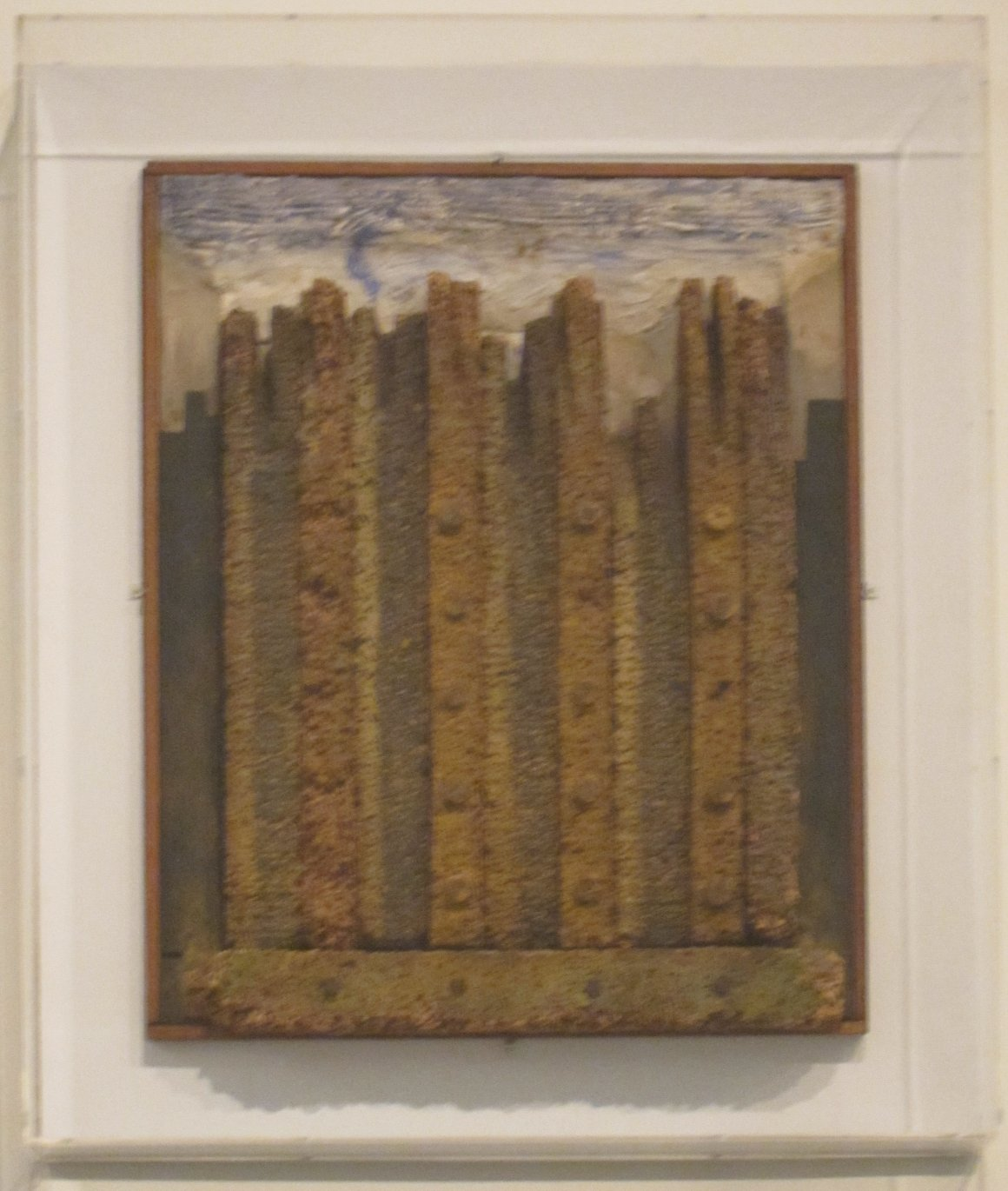
Dadaville, de Max Ernst

Il passera les vacances de Noël 1922 en Suisse, à Les Avants (au-dessus de Montreux) avec son épouse Hadley et des amis : Eric Dorman-Smith, George O'Neil.

## Contexte pratique et technique: la Suisse en 1922

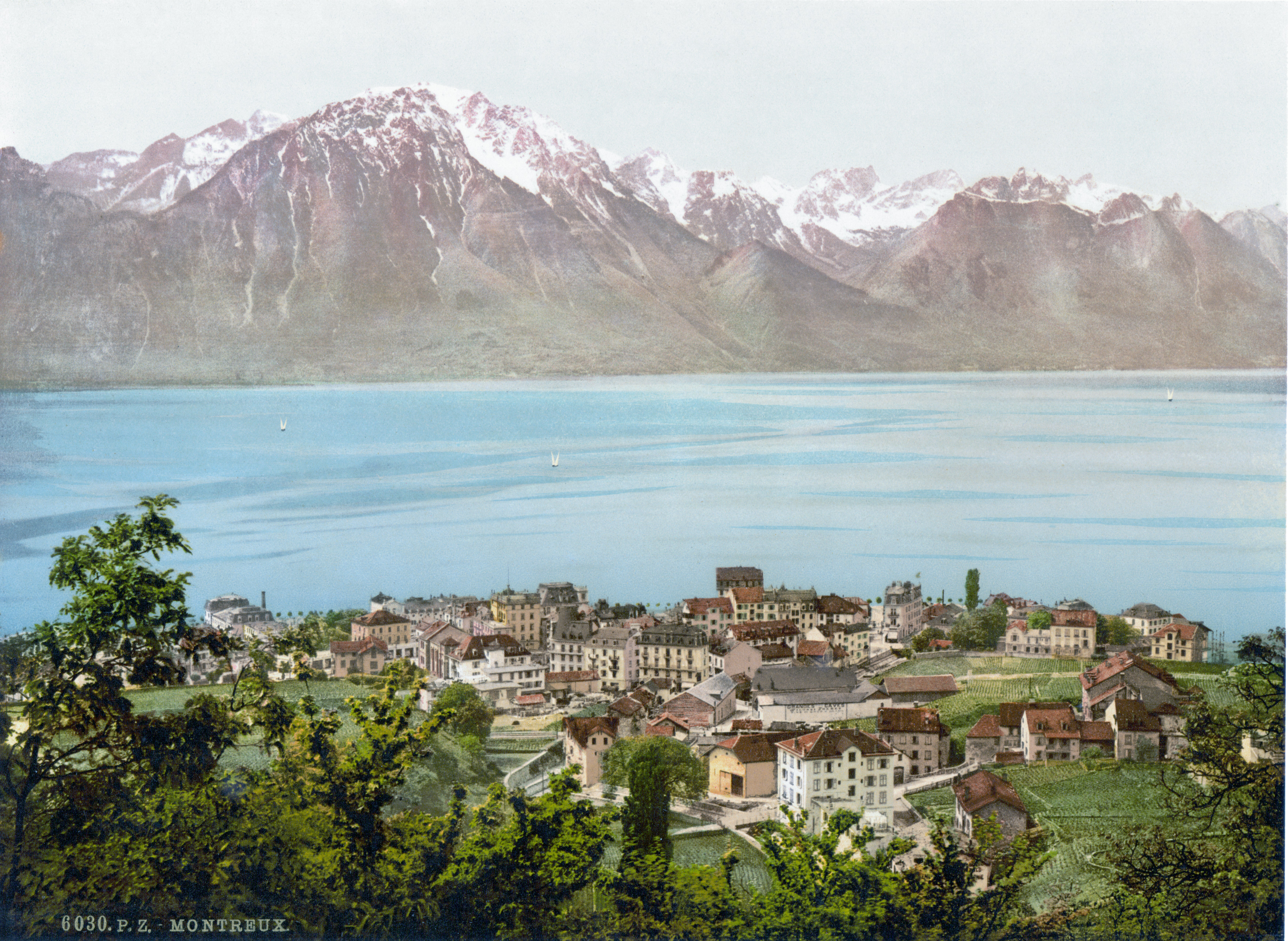
Curieusement, Hemingway ne mentionne pas dans La Neige sur les champs le panorama depuis les hauteurs de Montreux sur le lac Léman et sa rive sud (massif du Grammont, Dents du Midi), impressionnant en particulier quand tout le bassin lémanique est fortement enneigé. Il le décrit brièvement dans L’Adieu aux armes (début du chapitre 38), lors d'une année pauvre en neige : Cet automne la neige vint très tard... ...nous pouvions voir le lac et les montagnes de l'autre côté du lac sur le côté français. Il y avait de la neige sur le sommet des montagnes et le lac était gris bleu-acier.)

Le pays accueillait à nouveau des touristes. La population de Montreux et de ses alentours (soit la Riviera vaudoise et les préalpes surplombant le lac Léman qui dominent Montreux) cherchait à retrouver sa prospérité d’avant-guerre et était consciente que son niveau de vie dépendait du tourisme : après avoir été avant août 1914 le rendez-vous des célébrités et des plus grosses fortunes mondiales (Sacha Guitry, Paul Morand, Romain Rolland, Edgar Wallace, le prince Ibn Seoud, futur roi d’Arabie Saoudite, John D. Rockefeller, le maharajah de Baroda), la Riviera Vaudoise avait été subitement désertée pendant 5 ans. Le sérieux, l’amabilité, le sens de l’organisation et la bonne volonté des Suisses étaient toutefois proverbiale . Quant à l’infrastructure hôtelière, elle existait (de l’auberge-pension de famille comme celle du village de Chamby, au-dessus de Montreux, où séjournent les Hémingway, au grand hôtel, comme le Caux-Palace, inauguré en 1905) et ne demandait en 1919-22 qu’à reprendre son activité. Certes, pour un Américain, le taux de change dans les années 1920 n’est pas aussi favorable en Suisse qu'en France, mais on rencontrait des célébrités à Montreux. Pour un écrivain débutant, il n'était pas mauvais de s’y faire voir et, en tant que sportsman, on pouvait y bénéficier des installations sportives déjà existantes. En effet, les sports de neige et de glace étaient connus et pratiqués depuis longtemps autour de Montreux : il y existait une patinoire et une piste de bobsleigh, le premier championnat d'Europe de hockey sur glace avait eu lieu en 1910 dans la commune, et c’est l’équipe de Grande-Bretagne de hockey sur glace qui l’avait emporté.

Après la 1° Guerre mondiale, le nouveau trajet de l’Orient-Express, le Simplon-Orient-Express, avait été instauré pour éviter l’Allemagne et l’Autriche-Hongrie en passant plus au sud, par le tunnel du Simplon. Il desservait Lausanne et la station à la mode de Montreux.

De plus, le réseau serré de trains à crémaillère et de funiculaires construit pour les touristes (comme le funiculaire Les Avants – Sonloup, celui qu'emprumtent Nick Adams et George, construit en 1901) permettait de se faire déposer en haut des champs de neige. Les touristes anglophones aimaient Montreux depuis longtemps.
Par ailleurs, la desserte ferroviaire de Montreux est déjà excellente : parti le soir de Paris-Gare de l’Est, après une nuit et une matinée dans un sleeping-car  du train Simplon-Orient-Express, le touriste débarquait à Montreux et les champs de neige étaient à quelques kilomètres de la gare.